# National Premier Leagues 2015
Die National Premier Leagues 2015 war die dritte Spielzeit der zweithöchsten australischen Fußballliga. Insgesamt nahmen 91 Mannschaften in dieser Saison an der NPL teil. Die Endrunde um die Meisterschaft begann am 19. September und wurde am 3. Oktober 2015 beendet.
Den NPL-Meistertitel sicherte sich der Blacktown City FC durch einen 3:1-Erfolg im Finale gegen den Bayswater City SC.

## NPL-Ligen
- National Premier League ACT 2015 mit 9 Mannschaften aus dem Verband Capital Football
- National Premier League NSW 2015 mit 12 Mannschaften aus dem Verband Football NSW
- National Premier League Northern NSW 2015 mit 10 Mannschaften aus dem Verband Northern NSW Football
- National Premier League Queensland 2015 mit 12 Mannschaften aus dem Verband Football Queensland
- National Premier League South Australia 2015 mit 14 Mannschaften aus dem Verband Football Federation South Australia
- National Premier League Tasmania 2015 mit 8 Mannschaften aus dem Verband Football Federation Tasmania
- National Premier League Victoria 2015 mit 14 Mannschaften aus dem Verband Football Federation Victoria
- National Premier League Western Australia 2015 mit 12 Mannschaften aus dem Verband Football West

## Endrunde
An der Endrunde um die Meisterschaft nahmen die acht regionalen NPL-Premiershipsieger teil. Gesetzt wurden die Mannschaften nach geografischen Gegebenheiten. Gespielt wurde in drei einfachen K.-o.-Runde mit Viertel- und Halbfinale und schließlich dem Finale. Der Sieger qualifizierte sich für die erste Hauptrunde des FFA Cup 2016.

### Teilnehmer
Folgende Mannschaften qualifizierten sich sportlich für die Endrunde:
- Premiershipsieger der NPL ACT: Canberra FC
- Premiershipsieger der NPL NSW: Blacktown City FC
- Premiershipsieger der NPL Northern NSW: Edgeworth FC
- Premiershipsieger der NPL Queensland: Moreton Bay United FC
- Premiershipsieger der NPL South Australia: West Adelaide SC
- Premiershipsieger der NPL Tasmania: Olympia FC
- Premiershipsieger der NPL Victoria: South Melbourne FC
- Premiershipsieger der NPL Western Australia: Bayswater City SC

### Viertelfinale
| Datum      |                       | Ergebnis |                   |
| ---------- | --------------------- | -------- | ----------------- |
| 19.09.2015 | South Melbourne FC    | 1:2      | Olympia FC        |
| 19.09.2015 | Moreton Bay United FC | 3:1      | Edgeworth FC      |
| 20.09.2015 | West Adelaide SC      | 1:2      | Bayswater City SC |
| 20.09.2015 | Blacktown City FC     | 4:1      | Canberra FC       |

### Halbfinale
| Datum      |                   | Ergebnis |                       |
| ---------- | ----------------- | -------- | --------------------- |
| 26.09.2015 | Blacktown City FC | 2:1      | Moreton Bay United FC |
| 27.09.2015 | Bayswater City SC | 6:0      | Olympia FC            |

### Finale
| Datum      |                   | Ergebnis |                   |
| ---------- | ----------------- | -------- | ----------------- |
| 03.10.2015 | Bayswater City SC | 1:3      | Blacktown City FC |